# Dokumentární fotografie

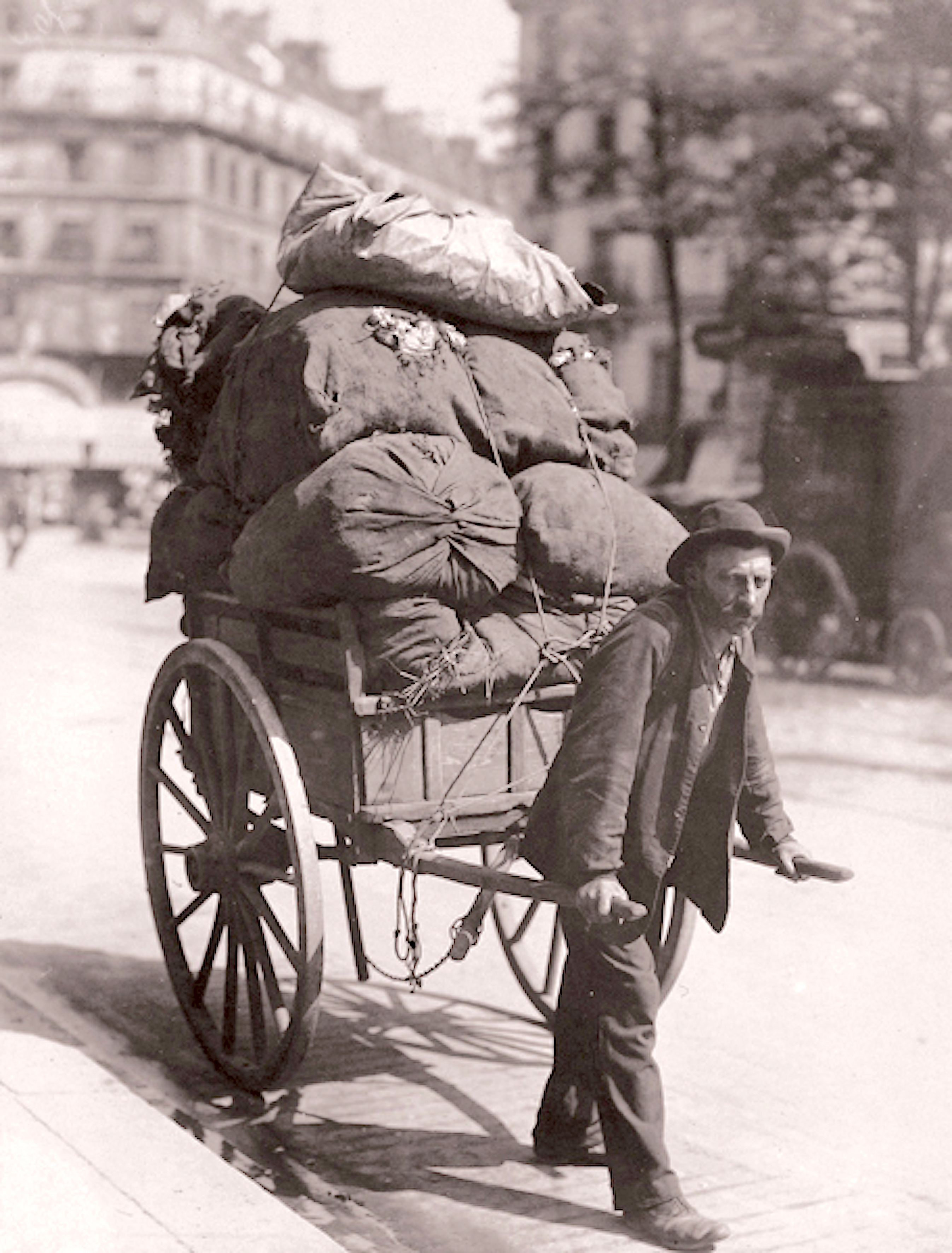
Eugène Atget: Sběrač hadrů, 1899

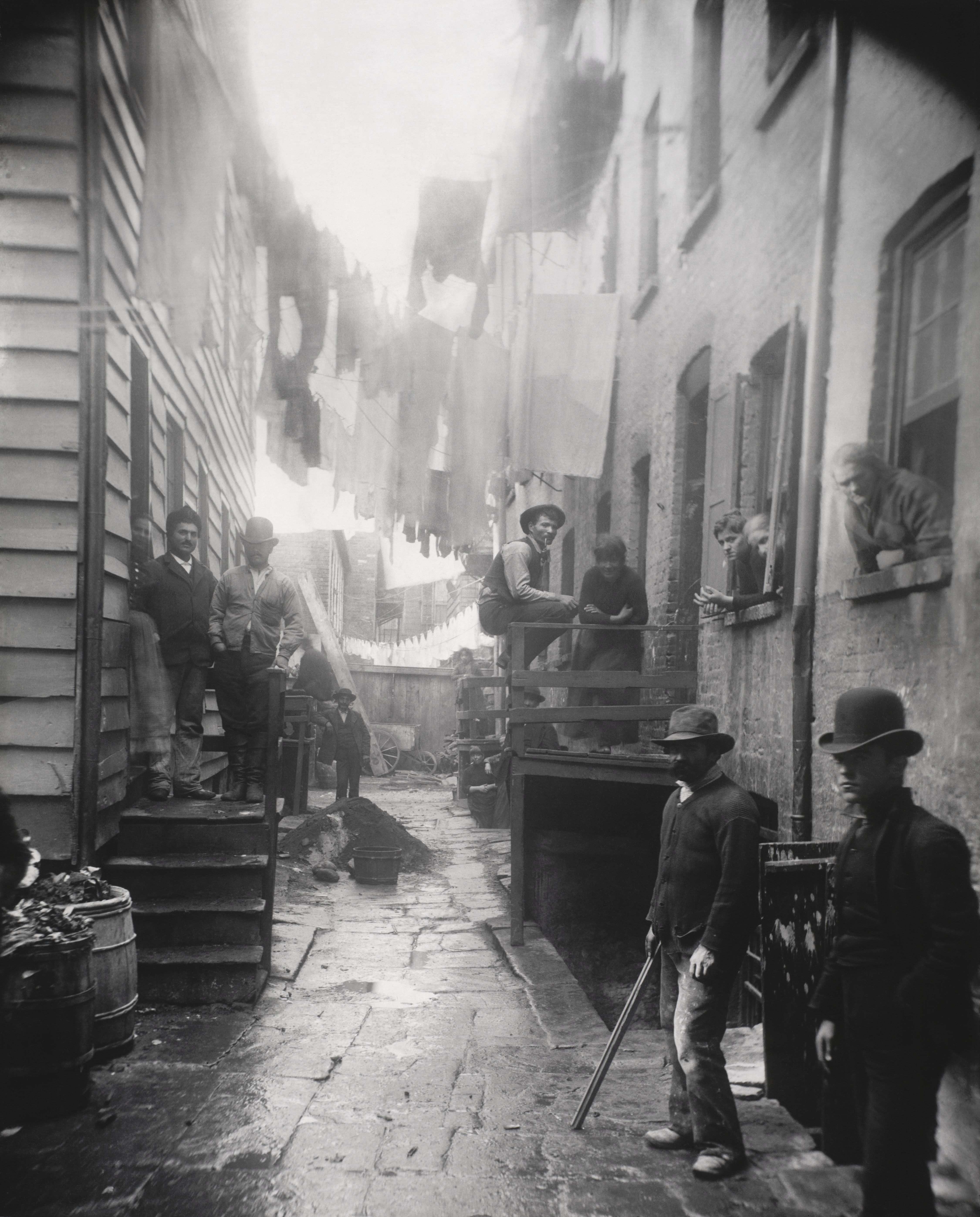
Jacob Augustus Riis: Městští bandité, kolem 1890

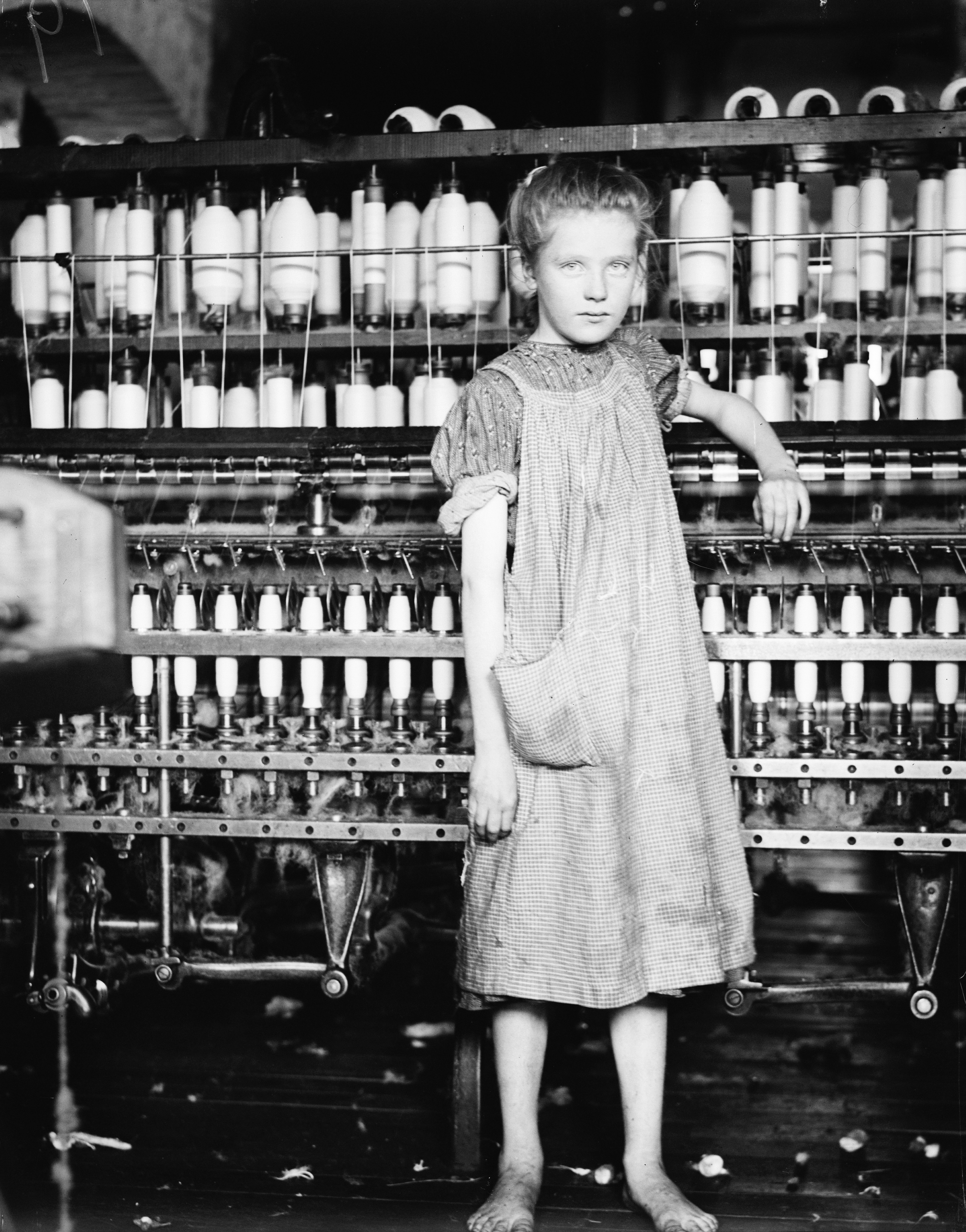
Lewis Hine: Addie Card (asi 12 let) u spřádacího stroje v bavlnářském závodě v North Pormalu (Pownal). Dívky o ní říkaly, že jí je teprve deset...

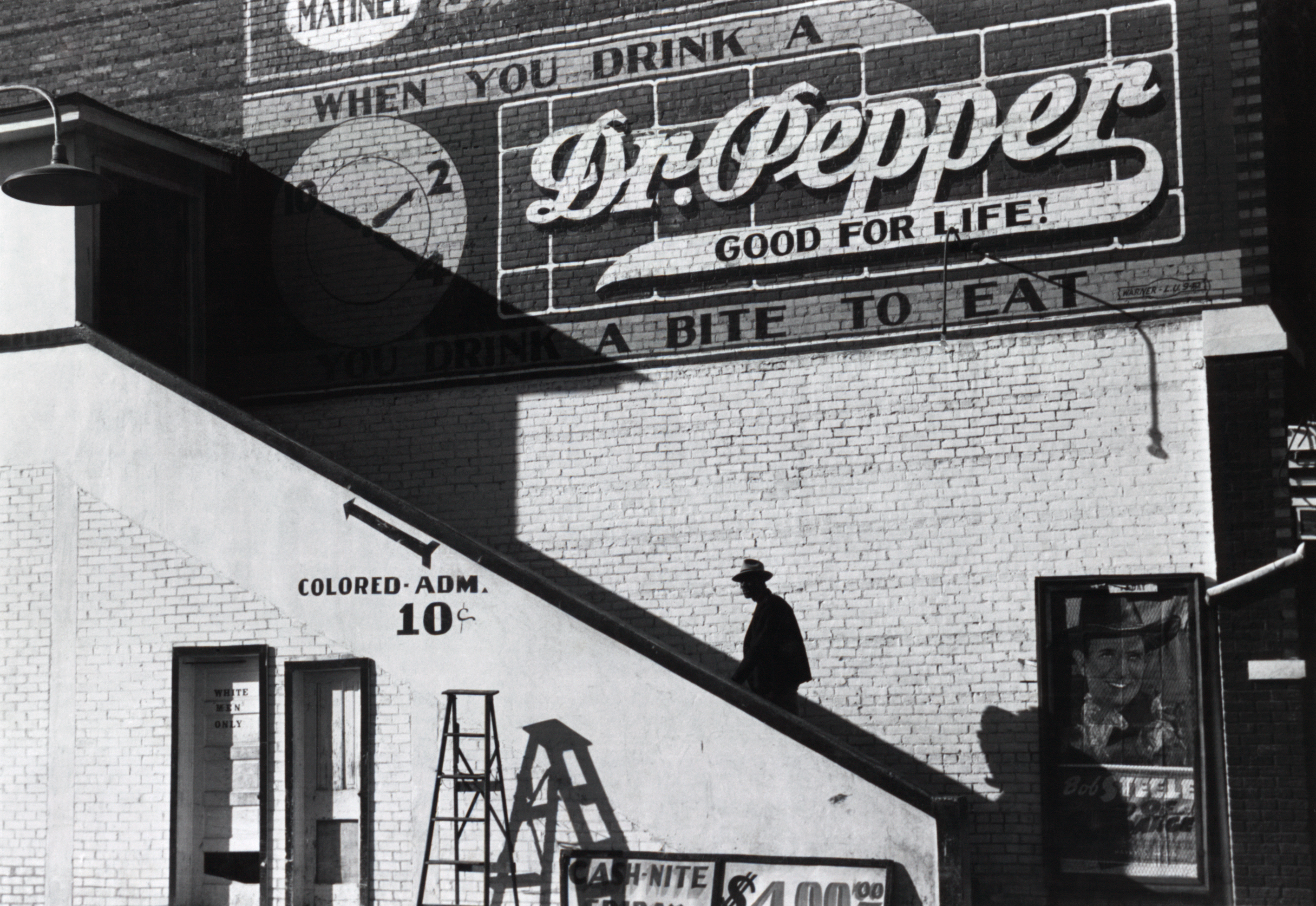
Marion Post Wolcottová černoch jde do kina v Belzoni, Mississippi speciálním vchodem „pro barevné“

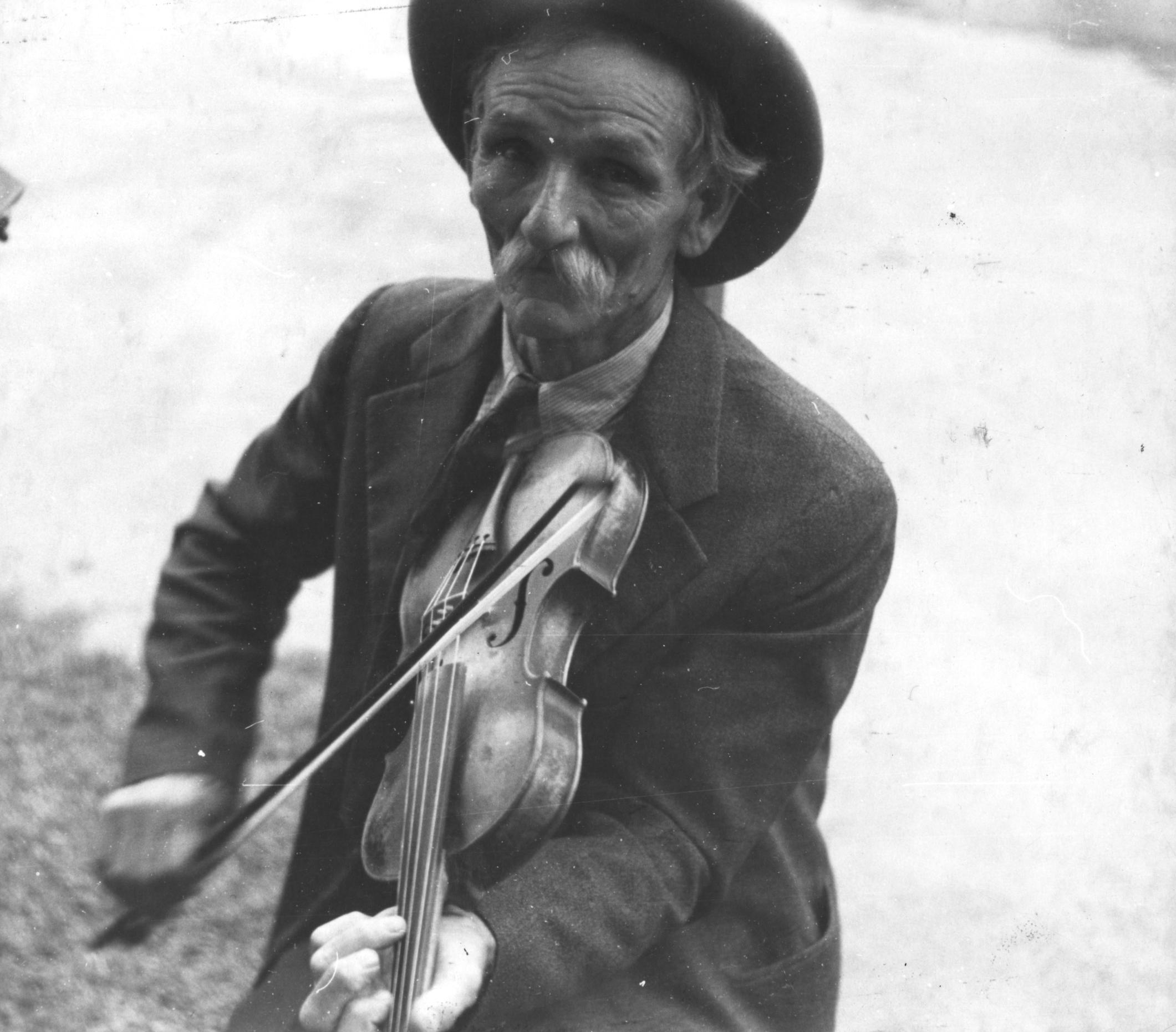
Ben Shahn: Houslista Bill Henseley, 1937

Dokumentární fotografie (z lat. documentum – předmět doličný) je fotografický styl, který představuje fotografický dokument jako zobrazení reality, jako časový dokument, jako apel nebo upozornění na danou skutečnost. Rozlišuje se subjektivní a objektivní zájem, který za dokumentem stojí – například ideologické nebo sociální pozadí.
„Dokumentární fotografie“ zobrazovala například depresi ve 30. letech dvacátého století v Americe. V roce 1935 vznikla společnost Farm Security Administration (FSA), která zahájila fotografickou kampaň, do jejíhož sociologicko-dokumentárního programu se zapojila řada fotografů. Měla za úkol sestavit dokumentaci sociálních problémů v jižních státech USA. Těmto fotografům vděčíme za výjimečný obraz Ameriky v době krize a jejích dozvuků. V tomto období se formovala „dokumentární fotografie“. Jejími hlavními charakteristikami byl důraz na realismus, snaha bez příkras zachytit věci takové, jaké jsou, spoluprožití bídy a utrpení, jasný morální postoj a konečně samotné vědomí specifičnosti tohoto média.

## Historie
Novinář, spisovatel, sociolog a průkopník dokumentární fotografie Jacob Augustus Riis v devadesátých letech 19. století vytvořil především díky fotografickému blesku mezní dílo Jak žije druhá polovina (How the Other Half Lives). Fotografie pořizoval v chudinských čtvrtích, ve starých domech, v nájemných ubytovnách kasárenského typu, v policejních noclehárnách a v domácích řemeslných dílnách, kde se zneužívala práce dětí. S pomocí knih, fotografií, novinových článků a přednášek, na kterých promítal své diapozitivy, dosáhl některé změny a nápravy. Zrušily se policejní noční útulky, byla zřízena škola pro bezprizorní děti, doplnily se zákony o dětské práci a odstranila se celá ulice Mulberry Bend, která byla skrýší zločinců. O několik let později Riise v jeho sociálních reformách napodobil Lewis Hine.

## Představitelé dokumentární fotografie

### Evropa
- Eugène Atget
- Gertrude Blom
- Severin Nilsson
- Henri Cartier-Bresson
- Bill Brandt
- August Sander
- Roman Vishniac (1897–1990, Rusko, USA)

### USA
- Berenice Abbott
- Lee Friedlander
- Walker Evans
- Lewis Hine
- Dorothea Lange
- Mary Ellen Mark
- Steve McCurry
- Jacob Augustus Riis
- Manuel Rivera-Ortiz
- W. Eugene Smith
- Horacio Coppola (1906, Argentina) ve 30. letech dokumentoval život v ulicích Buenos Aires.

### Ostatní
- James Agee
- Paul Carter
- John Collier
- Jack Delano
- Herman Krieger
- Russel Lee
- Helen Levittová
- Mary Ellen Marková
- Carl Mydans
- Gordon Parks
- Martha Roslerová
- Arthur Rothstein
- Ben Shahn
- John Vachon
- Todd Webb
- Garry Winogrand
- Marion Post Wolcottová
- Benito Panunzi